# ملكة جمال الكون 1961
ملكة جمال الكون 1961 هي مسابقة ملكة جمال الكون العاشرة في تاريخ مسابقة ملكة جمال الكون منذ انطلاقتها عام 1952، عقدت المسابقة في 15 يوليو 1961 في قاعة ميامي بيتش في ميامي بيتش، فلوريدا، الولايات المتحدة. توجت مارلينه شميت من ألمانيا من قبل ملكة جمال الكون السابقة ليندا بيمنت من الولايات المتحدة الأمريكية.

## النتائج

### المراكز النهائية

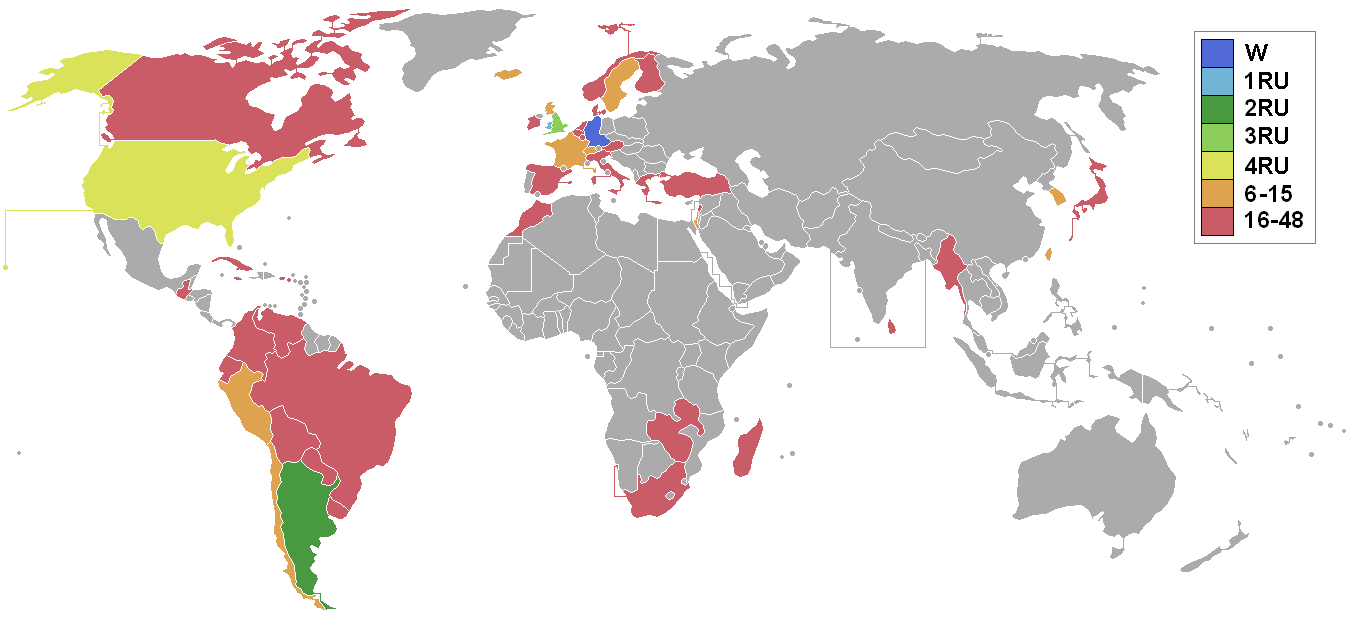
الدول المشاركة والنتائج ملكة جمال الكون 1961

| النتائج النهائية     | المتنافسة |
| -------------------- | --- |
| ملكة جمال الكون 1961 | - ألمانيا - مارلينه شميت |
| الوصيفة الأولى       | - ويلز - روزماري فرانكلاند |
| الوصيفة الثانية      | - الأرجنتين - أدريانا جارديزال |
| الوصيفة الثالثة      | - إنجلترا - أرليت دوبسون |
| الوصيفة الرابعة      | - الولايات المتحدة - شارون رينيه براون |
| نصف النهائي          | - تشيلي - ماريا غلوريا سيلفا - فرنسا - سيمون داروت - آيسلندا - كريستيانا ماغنوسدوتير - إسرائيل - عايدة بيسانتي - كوريا - سيو يانغ هي - بيرو - كارميلا شتاين بيدويا - تايوان - وانغ لي لينغ - اسكتلندا - سوزان جونز - السويد - غونيلا كنوتسون - سويسرا - ليليان بورنييه |

## المتسابقات
- الأرجنتين - أدريانا جارديزال
- النمسا - إنغريد باير
- بلجيكا - نيكول كسينوزينكي
- بوليفيا - غلوريا سوروكو سواريز
- البرازيل -استيل ماريا دا روشا ابيليه
- بورما - خين مينت مينت
- كندا - وايلدا رينولدز
- سيلان - رانجيني نيلاني جاياتليك
- تشيلي - ماريا غلوريا سيلفا
- كولومبيا - باتريشيا ويتمان أوين
- كوبا - مارثا غارسيا فيتا
- الدنمارك - جييت نيلسن
- الإكوادور - يولاندا بالاسيوس تشارفيت
- إنجلترا - أرليت دوبسون
- فنلندا - ريتفا توليكي فاختر
- فرنسا - سيمون داروت
- ألمانيا - مارلينه شميت
- اليونان - إليفثريا (ريا) ديلوتسى
- هولندا - أنابيل سانز
- غواتيمالا - جيتا كامان
- أيسلندا - كريستيانا ماغنوسدوتير
- جمهورية أيرلندا - جان راسل
- إسرائيل - عايدة بيسانتي
- إيطاليا - فيفيان رومانو
- جامايكا - مارغريت لوارس
- اليابان - أكيمي توياما
- كوريا - سيو يانغ هي
- لبنان - ليلى أنطاكي
- لوكسمبورغ - فيكي شوس
- مدغشقر - جاكلين روبرتسون
- المغرب - إيرين غورس
- النرويج - ريجمور ترينجيريد
- باراغواي - ماريا كريستينا أوسناغي بيريرا
- بيرو - كارميلا شتاين بيدويا
- بورتوريكو - انيد ديل فالي
- جمهورية الصين - وانغ لي لينغ
- روديسيا - جوني سييرا
- اسكتلندا - سوزان جونز
- جنوب افريقيا - مارينا كريستليس
- إسبانيا - بيلار جيل راموس
- السويد - غونيلا كنوتسون
- سويسرا - ليليان بورنييه
- تركيا - جولسيرين أويسال
- الأوروغواي - سوزانا لوزروغ فيراري
- الولايات المتحدة - شارون رينيه براون
- فنزويلا - آنا غريسيلدا فيغاس ألبورنوز
- جزر العذراء الأمريكية - بريسيلا بونيلا
- ويلز - روزماري فرانكلاند

## الروابط الخارجية
- موقع ملكة جمال الكون الرسمي